# George Newbern
 (mars 2020).
Si vous disposez d'ouvrages ou d'articles de référence ou si vous connaissez des sites web de qualité traitant du thème abordé ici, merci de compléter l'article en donnant les références utiles à sa vérifiabilité et en les liant à la section « Notes et références ».
George Newbern, né le 30 décembre 1964 à Little Rock, (Arkansas, États-Unis), est un acteur américain.
Il est connu pour son rôle dans la série Scandal, produite par Shonda Rhimes (2012-2018), dans laquelle il incarne Charlie un ancien agent du B613.
Il est très actif en tant que narrateur dans le Livre audio ayant travaillé sur près de 500 titres. 

## Biographie

### Enfance et formation
Fils de David Newbern, un radiologue et Betty, une professeure d'espagnol.
George Newbern est né et a grandi à Little Rock, dans l'Arkansas.

### Vie privée
Il a rencontré l'actrice Marietta DePrima (en) au milieu des années 1980, ils ont obtenu leur diplôme ensemble à l'Université Northwestern. 
Le couple s'est marié en 1990. Ensemble, ils ont trois enfants : Emma (née le 26 juin 1995), Mae (née le 19 septembre 1998), et Ben (né le 25 novembre 2002).

### Carrière

#### Scandal
À partir de 2012, il incarne l'un des personnages récurrent de la série télévisée à succès Scandal. Produite par Shonda Rhimes, créatrice de Grey's Anatomy, la série est un succès commercial et devient la série dramatique la plus populaire sur les réseaux sociaux. Le programme rejoint le Top 10 des programmes télévisés politiques selon le quotidien américain Boston Globe, en 2015.
Le succès de la série attire aussi l'attention sur des questions raciales à la télévision, Kerry Washington étant la première actrice afro-américaine à tenir le rôle principal dans une série américaine depuis 1974,,,.
En mai 2017, il est promu régulier et il est annoncé que la septième saison de Scandal serait la dernière, une décision prise par la créatrice Shonda Rhimes et non la chaîne de diffusion américaine.

## Filmographie

### Cinéma

#### Films
- 1987 : Nuit de folie : Dan Lynch
- 1988 : Scoop : Siegenthaler
- 1988 : Paramedics : Uptown
- 1988 : It Takes Two : Travis Rogers
- 1991 : Le Père de la mariée : Brian Mackenzie
- 1992 : Little Sister : Mike
- 1993 : Le Double maléfique : Patrick Highsmith
- 1995 : T-Rex : Theodore Rex (voix)
- 1995 : Le Père de la mariée 2 : Brian Mackenzie
- 1996 : Étoile du soir : Tommy Horton
- 1996 : Far Harbor : Jordan
- 1999 : Friends and Lovers : Ian Wickham
- 2009 : Saw 6 : Harold Abbott
- 2009 : Transformers 2 : la Revanche : Blackout (voix)

#### Films d'animation
- 2005 : Final Fantasy VII: Advent Children : Sephiroth (doublage, version anglophone)
- 2012 : Superman contre l'Élite : Superman
- 2014 : La Ligue des justiciers : Guerre : Steve Trevor
- 2015 : La Ligue des justiciers : Le Trône de l'Atlantide : Steve Trevor
- 2019 : Justice League vs. the Fatal Five : Superman

### Télévision

#### Téléfilms
- 1998 : Il était deux fois (en) (Twice Upon a Time) de Thom Eberhardt : Joe
- 1999 : L'Affaire Noah Dearborn (The Simple Life of Noah Dearborn) de Gregg Champion : Christian Nelson
- 2009 : SOS Daddy de Paul Hoen : Neal Morris
- 2012 : L'Expérience de Noël (en) (3 Day Test) de Corbin Bernsen : Martin Taylor

#### Séries télévisées
- 1998 : Friends : Danny (saison 5 épisodes 6, 7 et 10)
- 2000 : Bull : Robert Roberts III
- 2002 : Providence : Owen Frank (21 épisodes)
- 2004 : Les Experts : Todd Coombs (saison 4 épisode 23)
- 2006 : Cold Case : Affaires classées : Bill Huxley (saison 4 épisode 7)
- 2006 : Las Vegas : Matt Monroe (saison 3, épisode 10)
- 2007 : Médium : Dr. Thomas O'Bannon (saison 3, épisode 12)
- 2008 : Jericho : le président Glen Tomarchio (saison 2 épisode 2)
- 2008 : Grey's Anatomy : Stan Mercer (saison 5 épisode 5)
- 2008 : Ghost Whisperer : Roger Gardner (saison 4 épisode 10)
- 2009 : Castle (série télévisée) : Howard Peterson (saison 1, épisode 2)
- 2009 : Esprits Criminels : Stephen Baleman (saison 4 épisode 12)
- 2010 : Nip/Tuck : Dr. Curtis Ryerson (4 épisodes)
- 2010 : Mentalist : Dr. Cliff Edmunds (saison 2 épisode 16)
- 2010 : NCIS : Enquêtes spéciales : Arthur Haskell (saison 8 épisode 5)
- 2010-2015 : Hot in Cleveland : Bill
- 2012-2018 : Scandal : Charlie (rôle principal saison 7, récurrent saison 1 à 6 - 69 épisode)
- 2018-2019 : New York, unité spéciale : Dr Al Pollack (saison 20, épisodes 1, 3, 9 et 13)

#### Séries d'animation
- 2001-2006 : La Ligue des justiciers : Superman
- 2003 : Static Choc : Superman
- 2007 : The Batman : Superman
- 2023 : Valkyrie Apocalypse : Héraclès

## Ludographie
- 2005 : Kingdom Hearts II : Sephiroth (doublage, version anglophone)
- 2007 : Crisis Core: Final Fantasy VII : Sephiroth (doublage, version anglophone)
- 2008 : Dissidia Final Fantasy : Sephiroth (doublage, version anglophone)
- 2013 : Injustice : Les dieux sont parmi nous : Superman
- 2017 : Injustice 2 : Superman
- 2022 : MultiVersus : Superman

## Voix francophones
| - Damien Boisseau dans : - Providence (série télévisée) - L'Affaire Noah Dearborn (téléfilm) - Las Vegas (série télévisée) - Ghost Whisperer (série télévisée) - Castle (série télévisée) - Passion trouble (téléfilm) - Emmanuel Jacomy dans : - La Ligue des justiciers (1re voix) - Static Choc (voix) - Superman contre l'Élite (voix) - Nip/Tuck (série télévisée) - MultiVersus(Voix Superman) | - Olivier Destrez dans : (les séries télévisées) - Friends - Grey's Anatomy - Private Practice - Paolo Domingo dans : - La Ligue des justiciers : Guerre (voix) - La Ligue des justiciers : Le Trône de l'Atlantide (voix) et aussi : - Jean-François Vlérick dans Le Père de la mariée - Georges Caudron dans SOS Daddy - Emmanuel Garijo dans The Batman (voix) - Éric Aubrahn dans Hot in Cleveland (série télévisée) - Thierry Bourdon dans Scandal (série télévisée) |